# Азиатская федерация гандбола
Азиатская федерация гандбола (англ. Asian Handball Federation, сокр. АHF, в русской транслитерации АГФ) — структура, управляющая азиатским гандболом. Объединяет 44 национальные федерации. Представляет Международную федерацию гандбола (ИГФ) в странах Азии. Штаб-квартира находится в столице Кувейта Эль-Кувейте. Президентом АHF является Ёсихидэ Ватанабэ (Япония).

## История
Предложение о создании структуры, занимавшейся развитием гандбола на азиатском континенте, поступило от шейха Фахда аль-Ахмеда ас-Сабаха, возглавлявшего спортивную делегацию Кувейта на VII Азиатских играх, проходивших в 1974 году Тегеране (Иран). В 1976 в Кувейте состоялось заседание представителей национальных федераций стран Азии, на котором было объявлено о создании Азиатской федерации гандбола (АГФ). Новая организация включила в свой состав 14 национальных ассоциаций, являвшихся членами Международной федерации гандбола. По состоянию на 2013 год объединяет 38 национальных федераций.
В 1977 году в Кувейте АГФ провела первый чемпионат Азии по гандболу среди мужских команд. Первый аналогичный женский турнир прошёл в 1987 году в Иордании.
В 1982 мужской гандбол впервые был включён в программу Азиатских игр. В 1990 в Азиатских играх дебютировали женские национальные сборные.
С 1988 проводятся чемпионаты Азии среди мужских, а с 1990 — и среди женских молодёжных сборных команд. С 2005 разыгрываются азиатские первенства среди юношей и девушек.
С 2004 года проходят чемпионаты Азии по пляжному гандболу среди мужчин.

## Официальные соревнования
В рамках своей деятельности Азиатская федерация гандбола отвечает за проведение следующих турниров:
- Турниры по гандболу в рамках Азиатских игр;
- Чемпионаты Азии среди национальных сборных команд — один раз в два года по чётным годам;
- Чемпионаты Азии среди молодёжных сборных команд — один раз в два года по чётным (юноши) и нечётным (девушки) годам;
- Чемпионаты Азии среди юниорских сборных команд — один раз в два года по нечётным годам (возраст участников до 18 лет);
- Клубный чемпионат Азии — ежегодно;
- Чемпионаты Азии по пляжному гандболу среди мужских сборных команд — один раз в 4 года по нечётным предолимпийским годам;

## Члены АГФ
| - Афганистан - Бангладеш - Бахрейн - Бруней - Бутан - Восточный Тимор - Вьетнам - Гонконг - Индия - Индонезия - Иордания | - Ирак - Иран - Йемен - Казахстан - Камбоджа - Катар - Китай - КНДР - Кувейт - Кыргызстан - Лаос | - Ливан - Макао - Малайзия - Мальдивская Республика - Монголия - Непал - ОАЭ - Оман - Пакистан - Палестина - Саудовская Аравия | - Сингапур - Сирия - Таджикистан - Таиланд - Тайвань - Туркменистан - Узбекистан - Филиппины - Шри-Ланка - Южная Корея - Япония |